# Колка (каньон)
Колка е каньон на река Колка в южната част на Перу, разположен на около 160 km северозападно от Арекипа. С дълбочина около 1000 – 2000 m, Колка е един от най-дълбоките каньони в света. Дължината му е около 70 km. Долината Колка е колоритна долина в Андите с население, обитаващо региона отпреди инките, и градове, основани през испанските колониални времена, все още обитавани от хора от културите Колагуа и Кабана. Местните хора поддържат традициите на предците си и продължават да култивират стъпаловидите тераси, наречени андени.
Каньонът Колка е третата най-посещавана туристическа дестинация в Перу с около 120 000 посетители годишно.